# Інцидент з A330 над Атлантичним океаном
Рейс 236 Air Transat — регулярний рейс Air Transat за сполученням Торонто — Лісабон. 24 серпня 2001 року на літаку Airbus A330-200, що виконував рейс закінчилося пальне і відмовили обидва двигуни. Командир повітряного судна Робер Піше (фр. Robert Piché) і другий пілот Дірк де Ягер (фр. Dirk de Jager), здійснили найдовше планування в історії авіації на реактивному літаку з непрацюючими двигунами, та змогли здійснити аварійну посадку на військовій авіабазі Лажеш на Азорських островах.

## Розвиток подій
Рейс TS 236, що виконував регулярний рейс за маршрутом Торонто-Лісабон, вилетів 23 серпня в 20:52 за місцевим часом (24 серпня 0:52 UTC). Рейс виконувався літаком Airbus A330-243, випущеним у 1999 р. і отриманим авіакомпанією в березні того ж року, бортовий номер C-GITS (серійний — 271). У компонуванні Air Transat максимальна кількість пасажирських крісел літака становила 362 місця; на даному рейсі в ньому летіли 293 пасажири, переважно португальці, і 13 членів екіпажу. Командир літака Робер Піше (48 років), другий пілот — Дірк де Ягер (28 років). Перед вильотом в літак було залито 46,9 т пального, що на 4,5 тонни більше ніж потрібно на цьому маршруті. Після вильоту диспетчер трансатлантичного сполучення з метою розвантаження повітряного коридору перевів рейс TS 236 в інший коридор на 100 кілометрів південніше.
У 5:16 UTC, через 3 години 46 хвилин після вильоту з Торонто, в кабіні пілотів пролунав звуковий сигнал, і на дисплеї комп'ютера з'явилося повідомлення про низьку температуру і високий тиск оливи в двигуні № 2 (правий). Оскільки такі повідомлення є вкрай рідкісними і не свідчать про серйозну несправність, пілоти сприйняли їх за помилку комп'ютера. Вони зв'язалися з технічною службою своєї авіакомпанії, яка не змогла знайти рішення і порадила пілотам продовжувати відслідковувати ситуацію.
У 5:36 UTC пілоти отримали нове повідомлення на дисплеї про дисбаланс пального. Продовжуючи підозрювати збій комп'ютера, пілоти згідно контрольної карти виконали стандартну процедуру перекачування палива з лівого крильового паливного бака в майже порожній правий з метою вирівняти поперечне центрування літака.

## Попередні події
За п'ять днів до польоту рейсу 236, 19 серпня, на літаку був замінений правий двигун Rolls-Royce Trent 700. Однак поставлений двигун не був укомплектований гідравлічним насосом, тому ремонтний персонал переставив насос зі знятого двигуна. Місце кріплення насоса на новому двигуні дещо відрізнялося від старого, у зв'язку з чим оливний шланг був трохи довшим і, відповідно до вказівок виробника, повинен був бути замінений. Обслуговчий персонал проігнорував цю вказівку, навіть не підозрюючи про можливі наслідки. В результаті чого армований шланг оливопроводу почав тертися разом з гумометалевим шлангом паливної системи. Через кілька днів експлуатації, 24 серпня, коли літак знаходився над Атлантичним океаном, в паливному шлангу утворився отвір, через який почався витік пального.
У літаку A330 застосовується стандартна система охолодження оливи паливом, яке проходить через оливний теплообмінник. Через витік палива в теплообміннику зросла його витрата і, відповідно, зросла інтенсивність тепловідведення, що викликало переохолодження оливи та її загустіння, про що пілотів сповістив бортовий комп'ютер. Пілоти навіть не припускали, що в літаку віком всього 2 роки могла статися така серйозна несправність. Незабаром паливний шланг стерся і паливо стало витікати з швидкістю близько 4 літрів за секунду.

## Аварійне приземлення
Робер Піше почав підозрювати, що витік палива все ж має місце, тому він викликав старшу стюардесу і попросив її через пасажирські ілюмінатори подивитися, чи не видно витоку палива з правого крила. Однак через темряву за бортом стюардеса не змогла побачити витік.
У 5:46 UTC пілоти приймають рішення про зміну курсу у бік Азорських островів, до авіабази Лажеш за 320 кілометрів від літака. Зв'язавшись з диспетчером, вони оголосили «паливну тривогу» («fuel emergency»), сигнал, що сповіщає наземні служби про те, що в літаку палива залишилося менше, ніж необхідно для завершення польоту.
У 6:13 UTC, коли до аеродрому залишалося 135 морських миль (217 кілометрів), у правому крильовому баку закінчилося пальне, і правий двигун зупинився. Вже тоді пілоти зрозуміли, що ситуація критична. На одному двигуні літак не міг залишатися на ешелоні польоту і почав поступово знижуватися.
Через тринадцять хвилин після зупинки правого двигуна в 6:26 UTC паливо закінчилося в лівому баку, і відмовив лівий двигун (№ 1). Авіалайнер в цей момент знаходився на висоті близько 10600 м за 120 км від Лажеш. Зупинка двигунів призвела до зупинки головних електрогенераторів. Автоматично увімкнулася аварійна турбіна, однак 70 % систем літака виявилися знеструмленні, включаючи гідравлічну систему, що управляє закрилками, спойлерами і повітряними гальмами.

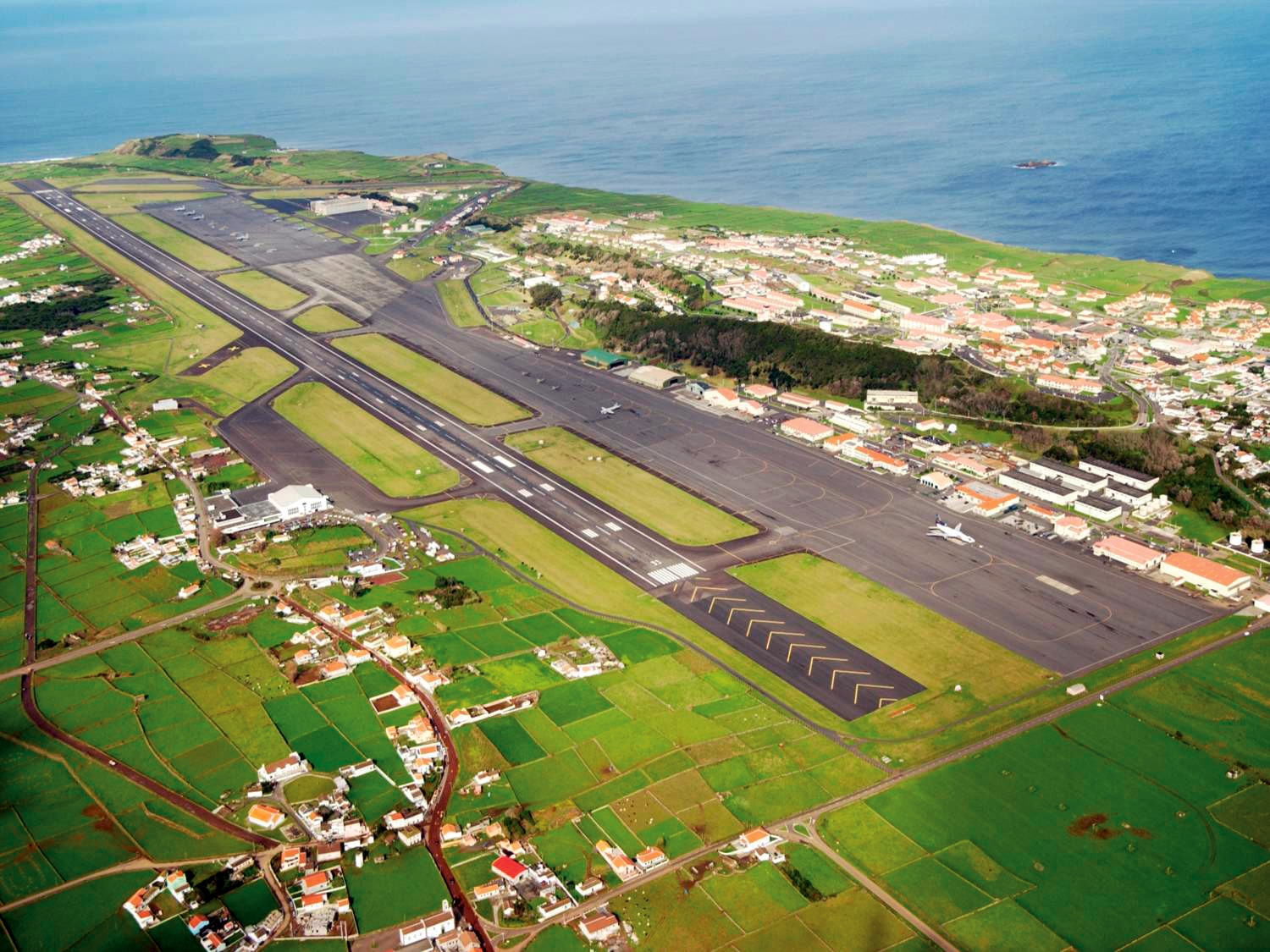
Авіабаза Лажеш (Lajes Air Force Base)

На авіабазі в повну готовність були приведені всі аварійні служби. Тим часом, поки Піше керував літаком, де Ягер розрахував, що при швидкості зниження близько 600 м/хв у них є 15-20 хвилин на приземлення.
До авіабази вони підійшли на великій висоті і з високою швидкістю. Піше здійснив кілька поворотів за курсом, щоб знизити висоту і швидкість, проте погасити швидкість до посадкової не вдалося.
У 6:45 UTC на швидкості близько 370 км/год (замість рекомендованих 310 км/год) літак зробив посадку за 310 м від торця смуги. Пілоти застосували екстрене гальмування. Через непрацюючу антиблокувальну систему на заклинених колесах почали вибухати шини. У 6:46 літак зупинився за 1000 метрів від кінця смуги. При цьому у літака стерлися 8 шин з 10. При посадці ніхто не постраждав.
Робер Піше і Дірк де Ягер зуміли спланувати на реактивному літаку з вимкненими двигунами на відстань 120 км, чого до них не робив ніхто. Основними факторами вдалої посадки стали: відхилення диспетчером літака на 100 км південніше, рішення пілотів повернути до Азорських островів із збереженням ешелону польоту, а також відносно спокійна погода.

## Розслідування
Розслідування проводилося Португальським департаментом з розслідування та попередження авіаційних подій (GPIAA) спільно з канадськими та французькими представниками. Досить скоро з'ясувалося, що причина полягала у витоку палива в двигуні № 2 через неправильний монтаж компонентів гідравлічної системи. Техніки Air Transat після заміни двигуна виявили, що той недоукомплектований гідравлічним насосом. Тому головний технік з метою якнайшвидшого завершення ремонту поставив насос гідросистеми від двигуна старої моделі, незважаючи на те, що при цьому не витримувався достатній зазор між шлангами паливної та гідравлічної систем. Це призвело до тертя шлангів через вібрації в польоті до тих пір, поки шланг паливної системи не протерся. Компанія Air Transat повністю визнала свою провину і була оштрафована на 250 тисяч канадських доларів — найбільшого штрафу в історії Канади.
Одним з факторів події стала помилка пілотів, особливо Робера Піше, який з недовірою ставився до попереджень бортового комп'ютера, вважаючи їх спочатку помилковими. Водночас комісія визнала високий професіоналізм та безпомилкові дії пілотів після того, як ситуація стала їм зрозумілою. У 2002 році пілотам Піше і де Ягеру була вручена премія за льотну майстерність «За найдовше в історії планування».
В результаті інциденту Федеральне управління цивільної авіації США і Генеральний директорат цивільної авіації Франції зобов'язали всіх операторів авіалайнерів моделей A318-100, A319-100, A320-200, A321-100, A321-200 і A320-111 внести зміни до керівництва з льотної експлуатації, згідно з якими при дисбалансі палива в баках екіпаж перш за все повинен переконатися у відсутності витоку палива. Компанія Airbus внесла зміни в бортові комп'ютери, які тепер повністю контролюють рівень пального і попереджають в тому випадку, якщо витрата палива з баків більша, ніж його споживають двигуни. Фірма Rolls-Royce plc випустила бюлетень, в якому вказала на несумісність вузлів від двигунів різних моделей.
За даними на 2010 рік, Робер Піше працював пілотом в Air Transat, а Дірк де Ягер — пілотом в Emirates Airline. Airbus A330-200 C-GITS був відремонтований і продовжував експлуатуватися в Air Transat, періодично виконуючи рейси авіакопанії Garuda Indonesia, а з грудня 2018 року — Thomas Cook Scandinavia під реєстрацією OY-VKK.

## В культурі
У 1-му сезоні телесеріалу Розслідування авіакатастроф події присвячена 6 серія під назвою «Політ з порожнім баком». Крім цього, рейсу 236 відведена ключова роль у кінофільмі 2010 року «Піше: Між небом і землею», присвяченому командиру літака — Роберу Піше.
У комп'ютерній грі Microsoft Flight Simulator X є схожа з даним інцидентом місія, за проходження якій гравець отримує нагороду «Пілот століття». Але літак при цьому моделі Boeing 737—800 і максимальна відстань 80 миль (рейс 236 планував приблизно 65 миль).